# بات بات (سر أسياب يوسفي)
بات بات (بالفارسية: پات پات) هي قرية تقع في إيران في قسم سر أسياب يوسفي الريفي. يقدر عدد سكانها بـ 92 نسمة بحسب إحصاء 2016.